# Frondaria
Frondaria é um género botânico pertencente à família das orquídeas (Orchidaceae).